# Vertrag von Turin (1816)

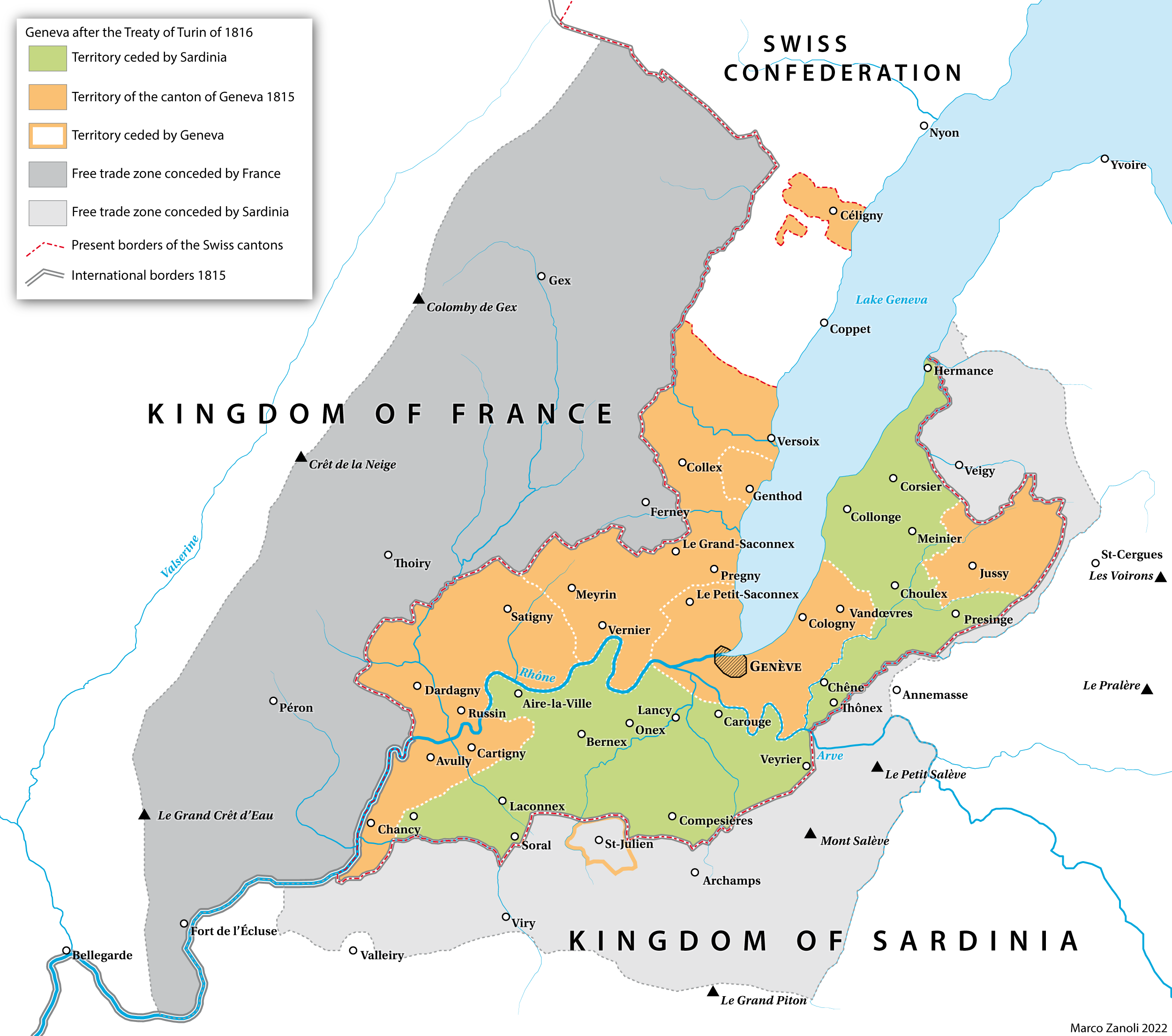
Karte zur Grenzbereinigung zwischen dem Kanton Genf und dem Königreich Sardinien im Turiner Vertrag 1816

Der Vertrag von Turin vom 16. März 1816, auch Turiner Vertrag, ist ein völkerrechtlicher Vertrag zwischen der Schweiz, dem Kanton Genf und dem Königreich Sardinien, mit dem die bereits 1815 auf dem Wiener Kongress beschlossene Grenzbereinigung um die Stadt Genf endgültig geregelt wurde. Der Kanton Genf erhielt 20 Gemeinden vom Königreich Sardinien, wodurch die Exklave Jussy mit dem restlichen Kanton verbunden wurde. Zusätzlich wurde eine Zollfreizone um Genf eingerichtet, wurden religiöse Fragen geregelt und die schweizerische Neutralität auf Teile Savoyens ausgedehnt. Genf trat Saint-Julien an Sardinien ab.

## Vorgeschichte und Vertragsinhalte

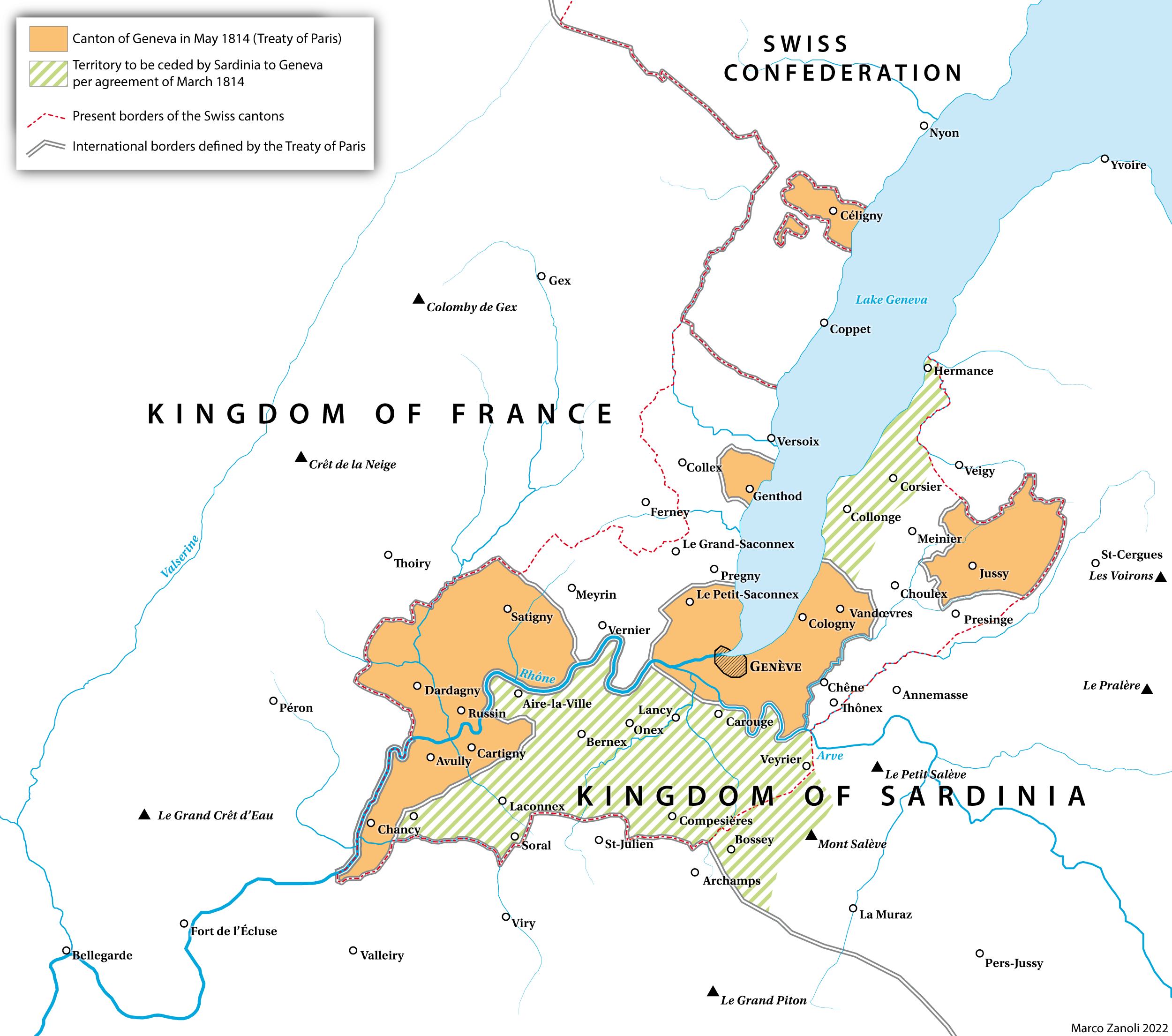
Genf mit den im Ersten Pariser Frieden vorgesehenen Abtretungen

Die Stadtrepublik Genf entstand 1530 bzw. 1536, indem sie sich vom Bischof von Genf und dem Herzogtum Savoyen loslöste. Trotz wiederholten Versuchen gelang es ihr jedoch nicht, der Eidgenossenschaft als vollberechtigter Ort beizutreten. Sie konnte jedoch ihre Unabhängigkeit unter dem Schutz Berns zwischen Savoyen und Frankreich bis 1798 bewahren. Das Gebiet Genfs bestand bis zuletzt im Wesentlichen aus den ehemals bischöflichen Herrschaftsgebieten, die kein zusammenhängendes Territorium bildeten. Nach der Besetzung durch Frankreich wurde Genf Teil des französischen Département Léman.
Nach der französischen Niederlage 1814 beschlossen die Alliierten den Anschluss Genfs an die Schweiz. Dabei sollte das Gebiet des neuen Kantons Genf gegenüber demjenigen der alten Stadtrepublik so erweitert werden, dass er mit der Schweiz auf dem Landweg verbunden wäre. Erste Verhandlungen, begleitet vom Genfer Abgesandten Charles Pictet de Rochemont, scheiterten am französischen Widerstand, so dass erst nach der erneuten französischen Niederlage mit dem Zweiten Pariser Frieden 1815 die Gemeinden Versoix, Collex-Bossy, Pregny, Vernier, Meyrin und Le Grand-Saconnex zu Genf kamen und auf dem rechten Ufer des Genfersees eine Verbindung zur Schweiz hergestellt werden konnte. Frankreich musste im gleichen Zug auch den im Ersten Pariser Frieden bei ihm belassenen Teil von Savoyen an das Königreich Sardinien abtreten, darunter war die Gemeinde Saint-Julien speziell erwähnt, da sie von Frankreich an Genf übergeben werden musste.
Für die übrigen von Sardinien an Genf abzutretenden Gebiete gab die Akte des Wiener Kongresses nur eine grobe Beschreibung, da die Parteien dies später untereinander regeln sollten:

«Se. Maj. der König von Sardinien treten den Theil von Savoyen ab, welcher zwischen dem Flusse Arve, der Rhone, den Gränzen des an Frankreich abgetretenen Theils von Savoyen und dem Berge Saleve bis nach Veiry inclusive liegt; ferner den Theil, der zwischen der Heerstraße des Simplons, dem Genfer See und dem gegenwärtigen Gebiete des Cantons Genf, von Venezas bis zu dem Punct, wi der Fluß Hermance die genannte Heerstraße durchschneidet, und von da, dem Laufe dieses Flusses folgend, bis zum Ausfluß in den Genfer See, östlich vom Dorfe Hermance, sich befindet. (Die ganze Heerstraße des Simplons bleibt fernerhin Eigenthum des Königs von Sardinien.) Diese so begränzten Länder sollen mit dem Canton Genf vereinigt werden, wovon die Gränzen jedoch durch gegenseitige Commissarien genauer zu bestimmen sind, vorzüglich die Gränzen oberhalb Veiry und am Berge Saleve.»

Die entsprechenden Verhandlungen begannen im Januar 1816 in Turin, der Hauptstadt des Königreiches Sardinien, wo Pictet de Rochement die sardischen Vertreter Louis de Montiglio und Louis Provana de Collegno traf. Der sardischen Seite lag daran, die Verbindungsstrasse zwischen Bellegarde und Annemasse auf der nördlichen Seite des Salève unter Kontrolle zu behalten, und sie bestand auf weitgehenden Garantien für die katholische Religionsausübung in den abzutretenden Gemeinden. Genf war umgekehrt nicht daran interessiert, zu viele katholische Gebiete zu erhalten, und wollte eine Verbindung von Jussy mit dem übrigen Kantonsgebiet erreichen. Der Kompromiss lag schliesslich darin, dass Genf St-Julien, Collonges und Viry sowie den Nordhang des Salève aufgab und dafür Thônex, Chêne, Puplinge-Presinge, Choulex und Meinier zusätzlich zu den in der Wiener Kongressakte erwähnten Gebieten entlang des Genfersees bis Hermance erhielt. 

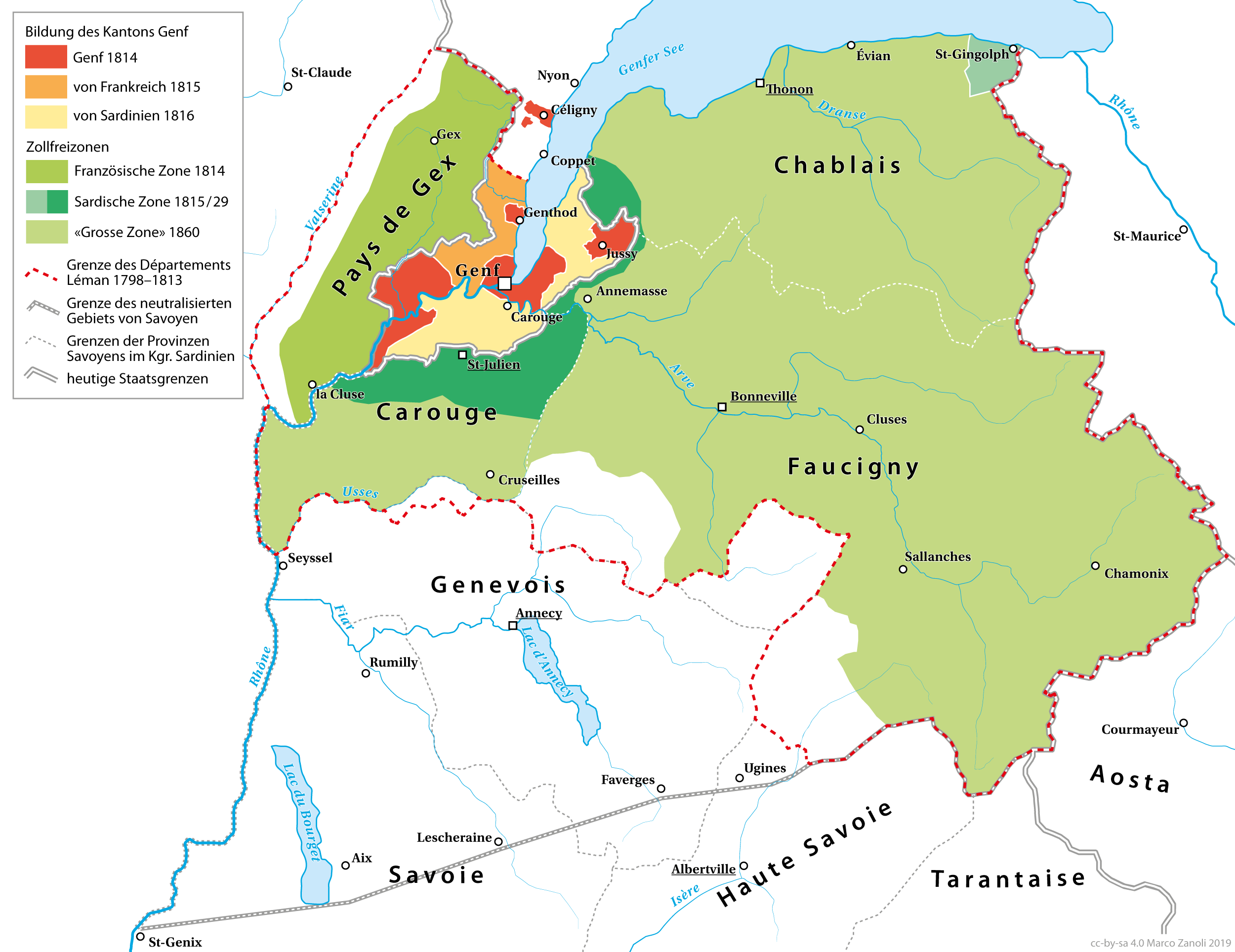
Karte zur Bildung des Kantons Genf mit den Freizonen sowie dem neutralisierten Gebiet von Nordsavoyen

Insgesamt erhielt Genf 108,8 km² Land mit 12'700 Einwohnern mit folgenden damaligen Gemeinden bzw. Teilen von Gemeinden:
- Avusy
- Laconnex
- Soral
- Perly-Certoux
- Plan-les-Ouates
- Bernex
- Aire-la-Ville
- Onex
- Confignon
- Lancy
- Bardonnex
- Compesières
- Troinex
- Veyrier
- Chêne-Thônex
- Puplinge
- Presinge
- Choulex
- Meinier
- Collonge-Bellerive
- Corsier
- Hermance
- Anières
- Carouge

In zusätzlichen Abschnitten des Vertrages wurde die Einrichtung einer Zollfreizone von 151 km² in sardischem Gebiet geregelt sowie die schweizerische Neutralität auf den nördlich einer Linie von Ugine bis zum Lac du Bourget gelegenen Teil Savoyens ausgedehnt.